# 加里·亚历山大 (音频工程师)
加里·亚历山大，美国音频工程师。他因电影走出非洲赢得了奥斯卡最佳音响效果奖。1976年至2011年间，亚历山大曾参与超过300部电影的制作。

## 部分影视作品
- 走出非洲 (1985)[1]